# قطعنامه ۳۷۰ شورای امنیت
قطعنامه  ۳۷۰ شورای امنیت سازمان ملل متحد که در تاریخ ۱۳ ژوئن ۱۹۷۵ تصویب شد، سندی بین‌المللی دربارهٔ قبرس است. این قطعنامه طی نشست ۱٬۸۳۰‌ام با ۱۴ موافق، ۰ مخالف و ۰ ممتنع تصویب شد.